# كاثرين لي بيتس
كاثرين لي بيتس (بالإنجليزية: Katharine Lee Bates)‏ هي أستاذة جامعية وكاتبة غنائية وكاتِبة وشاعرة أمريكية، ولدت في 16 أكتوبر 1863 في فالموث في الولايات المتحدة، وتوفيت في 28 سبتمبر 1929 في ويليسلي (ماساتشوستس) في الولايات المتحدة.

## وصلات خارجية
- كاثرين لي بيتس على موقع الموسوعة البريطانية (الإنجليزية)
- كاثرين لي بيتس على موقع ميوزك برينز (الإنجليزية)
- كاثرين لي بيتس على موقع ديسكوغز (الإنجليزية)